# サブリミナル効果
サブリミナル効果（サブリミナルこうか）とは、意識と潜在意識の境界領域より下に刺激を与えることで表れるとされている効果のことを言い、視覚、聴覚、触覚の3つのサブリミナルがあるとされる。閾下知覚とも呼ばれる。
サブリミナルとは「潜在意識の」という意味の言葉である。境界領域下の刺激はサブリミナル刺激（Subliminal stimuli）もしくはサブリミナル・メッセージ(subliminal messages)と呼ばれている。

## 概説
研究は19世紀半ばから始まった。1897年にはイエール大学のE.W. Scriptureが著書の中でその原理について解説した。1900年、米国の心理学教授Dunlapは「瞬間的に見せるshadowがMüller-Lyer illusionの線の長さの判断に影響する」と述べた。
視覚に対するサブリミナルは20世紀半ばにはマーケティング業者が広告にその技術を用い始めたが、うまくいかなかった事例も見られる。1973年には、ゲーム「Hūsker Dū?」の宣伝にサブリミナル刺激が用いられ、それが使われたという事実がウィルソン・ブライアン・キイの著書で指摘されたことで、米国連邦通信委員会で公聴会が開かれ、サブリミナル広告が禁止されることになった。日本では1995年に日本放送協会(NHK)が、1999年に日本民間放送連盟が、それぞれの番組放送基準でサブリミナル的表現方法を禁止することを明文化した。（→研究史）
その後、映画やテレビ放送などではほとんどの場合、使用を禁止された。
当初は心理学、知覚心理学の領域であったが、広告研究、感情研究、社会心理学、臨床心理学など幅広く様々な関心から研究された。
サブリミナルによる説得は、自覚的に知覚できないコミュニケーションであるために経験的な調査が難しく、サブリミナル刺激による効果の測定には困難がつきものであるが、各サブリミナル手法ごとの効果の度合いについての研究が徐々に蓄積した。

## 定義
多くの論文において利用される定義によれば、サブリミナル効果とは、閾値以下の刺激によって生体に何らかの影響があることである。十分に知覚できる長さの刺激によって引き起こされる効果は、スプラリミナル知覚の影響と考える。
一方で、閾値以上の刺激でもサブリミナルを考えることができ、"注意が向いておらず「見えた」という自覚がなければよし" という定義も可能だと主張する研究者もいる。そのような議論の中では、埋込み広告の中にあるパッと見て理解できるメッセージ以外もサブリミナルだとされる。

## 研究史
19世紀半ばから研究が始まった。
イエール大学の心理学ラボのE.W. Scripture（博士）は著書The New Psychology(1897)において、サブリミナル・メッセージについての基本的な原理を解説した。
1900年、米国の心理学教授Dunlapは、被験者らにMüller-Lyer illusion（二本の線の端に矢印状のものがつくことで長さが異なるとの錯覚が生じるもの）を見せている時に、瞬間的に "imperceptible shadow"を見せてみた。Dunlapは、この瞬間的なshadowによって被験者による線の長さの判断に影響が生じた、とした。
第二次世界大戦中には、タシストスコープ（tachistoscope、非常に短い時間だけ写真を投影する装置）を用いて兵士たちに敵機を認識させる訓練がほどこされた。今日では、この装置は読書速度の向上や視力検査のために用いられている。
20世紀半ばには、マーケティング業者などによる宣伝的な言及もあった。宣伝資料に、米国の心理学者ハリー・レヴィー・ホリングワースHarry Levi Hollingworthによる、サブリミナル・メッセージは広告宣伝に使える、とする文章が掲載された。
1957年9月から6週間にわたり、市場調査業者のジェームズ・ヴィカリー（James M. Vicary）は、ニュージャージー州フォートリーの映画館で映画「ピクニック」の上映中に実験を行なったとされている。ヴィカリーによると、映画が映写されているスクリーンの上に、「コカコーラを飲め」「ポップコーンを食べろ」というメッセージが書かれたスライドを1/3000秒ずつ5分ごとに繰り返し二重映写したところ、コカコーラについては18.1%、ポップコーンについては57.5%の売上の増加がみられたとのことであった。しかし、ヴィカリーは、アメリカ広告調査機構の要請にもかかわらず、この実験の内容と結果についての論文を発表しなかった。1958年2月には、カナダのCBCが「クローズアップ」という番組の中で、ヴィカリーの会社に再"実験"をさせた。番組の時間を通して352回にわたり「telephone now（今すぐお電話を）」というメッセージを投影させてみたが、誰も電話をかけてこなかった。また、放送中に何か感じたことがあったら手紙を出すよう視聴者に呼びかけたが、500通以上届いた手紙の中に、電話をかけたくなったというものはひとつも無かった。 さらに、1962年には、Advertising Ageが、ヴィカリー自身の「マスコミに情報が漏れた時にはまだ実験はしていなかった、データは十分にはなかった」という談話を掲載した。新潟大学の鈴木光太郎教授は、この実験そのものがなかったと指摘している。
1973年には、ゲームHūsker Dū?について、米国とカナダで行われたコマーシャルにおいて、瞬間的なメッセージが利用され、「Get it」と表示された。同年、 ウィルソン・ブライアン・キイの著書 『潜在意識の誘惑（原題：Subliminal Seduction）』で、サブリミナル技術が広告で広く用いられている、とした。人々はサブリミナル技術に対して注意しはじめ、これにより1974年、連邦通信委員会(FCC)で公聴会が開かれることになった。その結果、FCC policy statementが作成され、サブリミナル広告は、”公の利益に反する”とされ、”人を欺こうとしている”とされた。カナダでもサブリミナル広告は禁止された。
1995年には日本放送協会(NHK)が、1999年には日本民間放送連盟が、それぞれの番組放送基準でサブリミナル的表現方法を禁止することを明文化した。
1998年刊行の「プロパガンダ―広告・政治宣伝のからくりを見抜く」では29章にサブリミナル効果が取り上げられ、「ポップコーンとコーラの研究は作り話だと判明している」「多くの記事や論文はあるが効果を実証するものがひとつもない」「1970年の調査では68%の人がサブリミナルが効果的だと信じていると回答した」「メディアで無効だと報道されず、自分の非合理的な行動に説明をつけるのに都合が良いのが信じられている原因」ということが記述されている。
1990年代に視覚サブリミナル効果は怪しげな研究分野と見られていたが、2000年代に入ると興味深い実験が行われ、限定的な状況下では実験による効果が確認された。例えば、ヴィカリーの実験のように瞬間的にコーラという単語を見せても効果はないが、アイスティーの銘柄であるLipton Ice(リプトンアイス)という単語ではサブリミナルの影響が確認された。瞬間的に単語を見せることによって、飲み物の中からリプトンアイスを選択させることができたのである（購入させたわけではない）。より精密な実験によると、リプトンアイスという単語でサブリミナルの誘導効果が機能するのは、被験者がリプトンアイスが好きだが頻繁には飲んでいない人物で、喉が渇いている状況であった。別の実験では、被験者が疲れているほどサブリミナルの暗示を受けやすいという結果が出ている。このように以前考えられていたよりもサブリミナル効果が効く状況は限定される。

## 放送の基準とメディアでのできごと

### 日本国内の放送基準
1995年9月26日に日本放送協会(NHK)が、1999年には日本民間放送連盟が、それぞれの番組放送基準でサブリミナル的表現方法を禁止することを明文化した。

### 日本のテレビ放送での使用

#### コマーシャルメッセージでの使用
上記ヴィカリーの実験（が行われたとされる情報）が報道された日本のコマーシャルメッセージ（CM）界では、1959年春頃までに、テレビ画面に瞬間的（24分の1秒）に字幕を明滅させたり、ラジオ番組中にささやくような声で商品名を挿入する、といった試みが行われるようになったが、はっきりと認識できるものであったためにすぐに苦情が殺到し、日本民間放送連盟（民放連）が当時の広告基準（1958年1月21日改正）の第4項「番組との調和」・第7項の3「視聴者に悪感情を与える虞」に抵触すると声明するにおよび、この方式を取りやめることが申し合わせられた。

#### アニメーションでの使用
オウム真理教事件が日本を震撼させていた1995年5月2日、読売テレビ制作・日本テレビ系列のテレビアニメ『シティーハンター3』第11話（1989年（平成元年）12月24日放送）の再放送で教団代表・麻原彰晃の顔が1フレームだけ挿入されていたことがTBS系のニュース番組で報道され、ふたたびサブリミナル効果が問題視される（しかし同局の報道番組でVTRによる同様の演出が用いられていたことが指摘される。後述）。番組が放送された1989年時点ではオウムの犯罪性はまだ明らかになっておらず、「奇妙なパフォーマンスをする宗教団体」と思われていた時期だった。麻原の写真は同番組に挿入された複数のカットのうちのひとつであった（麻原のすぐ後には漫画『伝染るんです。』の登場人物「かわうそ君」が挿入されている）。読売テレビは郵政省に厳重注意を受け謝罪した。
1980年代から1990年代前半に公開されたテレビアニメでは、ビデオデッキで録画した番組をコマ送りしないと確認できないカットやメッセージを1コマだけ挿入したり、群集シーンに別の漫画やアニメの登場人物を紛れ込ませるといった編集が「制作スタッフのお遊び」として当たり前のように用いられており、『シティーハンター3』だけが特殊なわけではなかった。しかし、ニュースでは麻原の写真が入っていたことのみがサブリミナル問題として取り上げられ、麻原以外のお遊びカットの存在や、TBS系も含む他のアニメ番組でも同様の無関係な映像が挿入がされていることについてはほとんど触れられることはなかった。
なお、オウム真理教は、マスメディアを初めとする商品に、サブリミナル効果を狙って「Sex」などの欲情を書き立てる文字や意匠が仕込まれていると主張していた。それによると、サブリミナルは雑誌やタバコ・菓子はもちろん、教科書や日本銀行券にまで使われたと主張した。
この事件以後、テレビ局の規制が厳しくなり、映像の変更が行われる番組もあった。
上記の一連の騒動から年を経た2004年（平成16年）、深夜アニメ『エリア88』（テレビ朝日）のオープニングに倒れている人や「WAR」「ATTACK」といった暴力を連想させる英単語が一瞬映っているとして報道で問題視された（報道後メッセージ性がないものに差し替えられた）。

#### その他の番組での使用
1995年6月9日、TBSのオウム真理教関連番組（1995年（平成7年）5月放送）に、麻原の顔などの画像が無関係な場面で何度も挿入されていたことが、日本テレビ系列のニュース番組で報道された。上記『シティーハンター3』問題をTBSが取り上げた直後のことであった。TBSは「サブリミナル手法を番組テーマを際立たせる1つの映像表現として用いた」と説明したが、非難が集中し、郵政省は同年7月21日、TBSに対し厳重注意した。これを受けて、TBSは「視聴者が感知できない映像使用はアンフェアであった」と謝罪した。
2004年（平成16年）2月、テレビ番組「マネーの虎」（日本テレビ）のオープニングに一万円札が一瞬映るとして報道で問題視された（報道後メッセージ性がないものに差し替えられた）。

### 番組ネット時の問題
同時ネットなどにより系列局などが制作した番組を放送する場合、番組送信元を切り替える際のわずかなタイムラグによってコマーシャルなどが一瞬だけ映る現象が発生することがある。通常は問題にならないが、2004年（平成16年）に『SMAP×SMAP』（関西テレビからフジテレビ系列各局に同時ネットされる）と『2004 ANAオープンゴルフトーナメント』（札幌テレビから日本テレビ系列各局に同時ネットされる）でこの現象が発生し、『週刊現代』、『週刊実話』で「サブリミナル疑惑」と報じられたことがあった。

### その他
2000年アメリカ合衆国大統領選挙のブッシュ候補のテレビコマーシャルで、ゴア候補の映像と共に「RATS」（ならず者・裏切り者）の文字が一瞬映り、サブリミナル効果ではないかと問題視された。実際は「BUREAUCRATS」（官僚）という単語が現れる瞬間に最後の4文字「RATS」だけが映ったためであり、行政処分や選挙違反などの対象にはならなかった。
音楽においてもサブリミナル効果による事件と呼ばれるものがあり、代表的なものに1986年、ヘヴィメタルバンド、ジューダス・プリーストの「ベター・バイ・ユー、ベター・ザン・ミー」を聴いていた少年2人が銃を用いて自殺を図った事件やオジー・オズボーンの「自殺志願」に「Get a Gun! Shoot Shoot Shoot…と聴こえる箇所がある」などとサブリミナル効果が含まれているとされたものがある。しかし、これらを含む事件の全ての裁判において、アーティスト側が勝訴している。
2009年（平成21年）、NHKスペシャルのプロジェクトJAPANのJAPANデビューのOPが0.3秒のカット、
大河ドラマ天地人において0.2秒のカットが用いられたことに対して、サブリミナル効果を指摘する声が上がった。
2011年2月にはアフガニスタン駐留アメリカ軍で、ジョン・マケイン、ジョー・リーバーマン、カール・レビン、マイケル・マレンなど視察した上院議員や本土の軍幹部に対し、兵員増強や予算増額を働きかける“心理誘導作戦”が行われていた疑いがあることがローリング・ストーンのスクープで発覚。具体的な作戦内容は明らかにされていないが、国防総省定義では“映像に写真をしのばせて潜在意識に訴えかける手法”などで、これは連邦法により「敵対外国人グループ」以外への使用は禁止されているという。
2019年4月7日に放送された『オールスター後夜祭』で、クイズの問題として『ガチンコ!』のコーナーである「ラーメン道シリーズ」の一場面にサブリミナル映像を導入した問題が出された。ちなみにサブリミナル映像として出ていたのはビールである。

## サブリミナル効果を謳った作品
聴覚サブリミナル効果を狙ったメッセージを収録したと謳ったCDが存在する。ビクターエンタテインメントは1989年からこの種のCDを発売しており、1995年時点で30種類・総計100万枚を超える売上を記録している。
視覚サブリミナル効果を演出に取り入れた映像作品には次のようなものがある。制作側が謳う効果が実際に上がったかは別問題としている。
- 映画『RAMPO （奥山バージョン）』
  - 1994年6月24日公開、奥山和由監督。この映画では演出として「サブリミナル効果」、「1/fゆらぎ」、「フラッシュバック」、上映館でのフェロモンを含む香水を使った「フレグランス効果」など様々な仕掛けが施された。1995年8月19日、WOWOW（日本衛星放送）は、この映画を放送するにあたって、サブリミナル効果を狙ったといわれる18ヶ所と、フラッシュバックと呼ばれる短いカットを連続的に繋ぐ演出手法が取り入れられている9ヶ所の合計27ヶ所をカットした。

## サブリミナル効果を描いた作品
サブリミナル効果を作中のエピソードで取り入れた作品は多くある。作中の展開に都合よく利用していたり、必ずしも科学的な描写ではない。
- ドラマ『世にも奇妙な物語』「サブリミナル」
  - 人口増加に拍車をかける、近未来の日本。政府の陰謀によるサブリミナル効果の映像を見せることで65歳以上の高齢者を意図的に自殺させるよう仕向けていたことが判明し、新聞記者が陰謀を暴こうとするが、返り討ちに遭ってしまう。
- ドラマ『ケータイ捜査官7』第45話（明日未来～来るべき時代の大人たちへ)
  - 人間との戦いで、並列分散リンクし、サブリミナル効果を用い、人間の脳の機能を停止させるというストーリーがある。
- 『刑事コロンボ』第21話「意識の下の映像」[31]
  - 心理学者である犯人がサブリミナル効果を用いて被害者の行動を制御しようとしたりするなど、物語の中でサブリミナル効果が非常に重要な役割を演じている。
- アニメ『キャッツ・アイ』第2期 第12話（通算 第48話）「冬の夜はミステリー」
  - スタントショーのアクシデントで来生愛が怪盗「キャッツ・アイ」の1人だと気づいた借金まみれのスタントマンがサブリミナル効果を仕掛けたプロモーションビデオで愛をマインドコントロールし、盗品を持ち出させて借金返済を企んだ。欲を出しすぎて姉2人を始末するよう仕向けたため、この細工に気づいた長姉・泪と次姉・瞳の逆襲で逮捕される。
- 特撮『兄弟拳バイクロッサー』第9話「ビデオの中の死神」
  - バイクロッサーこと水野兄弟の知人・竹田あけみが始めたビデオレンタル屋に、見知らぬ男がヒーロー物のビデオソフトを追加、子供たちはそのビデオソフトを借り、自宅で視聴するが、そのビデオソフトを視聴した子供たちの夢に死神が現れ、子供たちは恐怖のあまり泣き出してしまう。実はビデオソフトは秘密結社「デスター」が作り上げたもので、映像の中に死神（正体はデスターロボ・オカルダー）が映されるサブリミナル効果を仕掛けており、子供たちに死神を見せることにより泣かせて、魔神ゴーラに泣き声を捧げてダイヤモンドを吐き出させる作戦だった。
- 漫画『ジョジョの奇妙な冒険 Part6 ストーンオーシャン』「ヘビー・ウェザー」
  - 突如現れた奇妙な虹に触れた者が次々にカタツムリになり、それに触れた者もまたカタツムリになっていくという怪現象が発生。これ自体は、同シリーズに登場する一種の特殊能力「スタンド」によるものだが、スタンドを使った人物の本来の能力は「天候を操る」というもので、当初この現象の説明がつかなかった。後に、これは太陽光を屈折させることで起こした壮大なサブリミナル効果で、「深い思い込みが肉体にも影響を与える」と説明され、前述の映画にコーラやポップコーンの映像を挿入した話等も語られている。